# 第一代奇伯里的赫伯特男爵爱德华·赫伯特
第一代奇伯里的赫伯特男爵爱德华·赫伯特（英語：Edward Herbert, 1st Baron Herbert of Cherbury，1583年3月3日—1648年8月5日）英格兰军人、外交官、历史学家、诗人及宗教哲学家，被称为“英格兰自然神论之父”。

## 生平
爱德华·赫伯特父亲为理查德·赫伯特，弟弟是诗人乔治·赫伯特。1610年，爱德华·赫伯特以志愿者的身份前往荷兰在于利希继承战争中为奥兰治亲王菲利普·威廉作战。此后，他前往法国和意大利旅行，曾担任驻巴黎大使，促成法兰西的亨利埃塔·玛丽亚与英格兰王子查理成婚。1624年在巴黎出版《论真理》(De Veritate)，后投身哲学、历史和文学。英格兰内战爆发后，赫伯特未积极参与，但曾帮助议会军。在《论真理》一书中，赫伯特试图论证得到指导的理性是寻求真理最为安全的向导。他审视了真理的本质并得出了五个宗教观点，对英格兰自然神论产生重要影响。

## 外部連結
- Waligore, Joseph. . Intellectual History Review. 2012, 22 (2): 181–197. S2CID 170532446. doi:10.1080/17496977.2012.693742.
- Scholarly website of Joseph Waligore on Enlightenment deism
- National Trust, 'Magic and Mystery: The Secrete Conceit of a Jacobean cabinet miniature', by John Chu, representatations of Edward Herbert.
- Poems by Edward Herbert at English Poetry